# 0185
0185 è il prefisso telefonico del distretto di Rapallo, appartenente al compartimento di Genova.
Il distretto comprende la parte orientale della città metropolitana di Genova. Confina con i distretti di Genova (010) a ovest, di Piacenza (0523) a nord, di Fornovo di Taro (0525) a nord-est e di La Spezia (0187) a est.

## Aree locali e comuni
Il distretto di Rapallo comprende 33 comuni compresi nelle 3 aree locali di Chiavari (ex settori di Chiavari e Sestri Levante), Rapallo e Recco (ex settori di Recco, Rezzoaglio e Uscio). I comuni compresi nel distretto sono: Avegno, Borzonasca, Camogli, Carasco, Casarza Ligure, Castiglione Chiavarese, Chiavari, Cicagna, Cogorno, Coreglia Ligure, Favale di Malvaro, Lavagna, Leivi, Lorsica, Lumarzo, Mezzanego, Moconesi, Moneglia, Ne, Neirone, Orero, Portofino, Rapallo, Recco, Rezzoaglio, San Colombano Certenoli, Santa Margherita Ligure, Santo Stefano d'Aveto, Sestri Levante, Sori, Tribogna, Uscio e Zoagli .